# فنسنت دوراند
فنسنت دوراند (بالفرنسية: Vincent Durand)‏ (17 مايو 1984 نيور فرنسا - ) هو لاعب كرة قدم فرنسي يلعب كلاعب وسط.

## روابط خارجية
- فنسنت دوراند على موقع قاعدة بيانات كرة القدم.إي يو (الإنجليزية)